# Andre Norton
Alice Mary Norton, más conocida por su seudónimo Andre Norton (Cleveland, 17 de febrero de 1912 - 17 de marzo de 2005), fue una escritora estadounidense especializada en ciencia ficción.

## Biografía
Andre Norton comenzó a escribir en la gaceta del instituto Collinwood, The Collingwood Spotlight. Allí escribió su primer libro, que no sería publicado hasta 1938, como su segunda novela. Se graduó en 1930, continuó su formación en el Flora Stone Mather College y en 1932 comenzó a trabajar en el sistema de bibliotecas de Cleveland. Desde aquí, toda su vida laboral se vio relacionada con los libros.
En 1934 cambió su nombre a Andre Alice Norton para que su nuevo nombre (notablemente masculino) la ayudara a publicar. Ese mismo año consiguió publicar una novela por primera vez.
Entre 1940 y 1941 trabajó para la Biblioteca del Congreso de los Estados Unidos en un proyecto orientado a la población extranjera, proyecto que fue anulado con el comienzo de la Segunda Guerra Mundial. Ese año de 1941 compró una librería llamada Mistery House, pero el negocio fracasó y volvió a trabajar en bibliotecas públicas hasta 1950, año en que comenzó a trabajar como lectora para Martin Greenberg en Gnome Press.
En 1958 comenzó a dedicarse por completo a escribir. Pocos años después su salud empeoró y en 1966 se mudó a Florida.
En 1984 la SFWA le concede el premio Premio Gran Maestro Damon Knight Memorial, siendo la primera mujer en conseguirlo.
Murió el 17 de marzo de 2005 rodeada de sus amigos y sus gatos, a los que había demostrado una especial predilección.

## Obra
Fue autora de varias sagas, novelas y relatos de fantasía y ciencia ficción. Su obra más conocida, probablemente sea la saga Witch World. En ella narra las historias de personajes femeninos que protegen su virginidad ya que creen que si la perdiesen, perderían con ella sus poderes.
Su punto acerca de la ciencia y la tecnología era notablemente retrógrado. En una entrevista que concedió en 1983 exponía: 

Creo que el ser humano cometió un gran error durante la revolución industrial. La gente necesita utilizar sus manos para sentirse creativa.

Esto se ve en muchas de sus obras de ciencia ficción. En ellas a menudo aparecen culturas que recuerdan a las feudales o, incluso, a las nativas americanas, que acostumbran a ser amables y compasivas. Por el contrario, las culturas tecnológicas son crueles y violentas. Sus personajes suelen ser seres que actúan en solitario o en pequeños grupos, siendo raros los episodios de grandes multitudes. Sus escenarios suelen ser también poblaciones reducidas, siendo raros los episodios en zonas urbanas.

## Premios
- 1983: Premio Skylark por su contribución a la ciencia ficción
- 1983: Gran Maestro de la ciencia ficción
- 1997: incluida en el Salón de la Fama de la Ciencia Ficción